# Banksia integrifolia subsp. monticola
Sous-espèce
Classification phylogénétique
Banksia integrifolia subsp. monticola, désignée localement  White Mountain Banksia, est une sous-espèce de Banksia integrifolia. Décrite en 1994, on la trouve dans les montagnes Bleues dans le nord de la Nouvelle-Galles du Sud en Australie. Elles contiennent les plus grands arbres enregistrés du genre Banksia.

## Description
Banksia integrifolia subsp. monticola est semblable à Banksia integrifolia subsp. integrifolia, mais en diffère par ses feuilles plus longues et plus étroites, et par ses follicules qui sont plus profondément insérés dans les anciens épis floraux. Les follicules sont moins enclins à s'ouvrir spontanément. Les inflorescences sont similaires à celles des autres sous-espèces integrifolia, mais peuvent être teintées de rose dans certaines stations, notamment dans le parc national Barrington Tops.
Cette sous-espèce contient les plus grands spécimens enregistrés de Banksia, avec des arbres dans le parc national Washpool atteignant 35 mètres de haut.

## Taxonomie
Pendant de nombreuses années, cette sous-espèce a été considérée comme une forme montagnarde de B. integrifolia subsp. compar, bien qu'elle soit désormais reconnue plus proche de B. integrifolia subsp. integrifolia à la fois sur le plan phénétique et sur le plan génétique.
Elle fut identifiée comme une sous-espèce distincte en 1991 dans la publication de Gwen Harden, Flora of New South Wales, mais Harden ne lui attribua pas de nom, la désignant simplement « Banksia integrifolia subsp. A ».
En 1994, Kevin Thiele confirma son statut de sous-espèce et la publia sous le nom de Banksia integrifolia subsp. monticola K.R.Thiele.
L'épithète subspécifique monticola fait référence à sa distribution montagnarde et dérive du latin mons, « montagne » et cola « habite ».

## Distribution et habitat
Contrairement aux autres sous-espèces de Banksia integrifolia, Banksia integrifolia subsp. monticola se trouve dans l'intérieur des terres, dans les montagnes Bleues entre le mont Wilson (en) et le parc national de New England. Elle pousse sur des sols fertiles dérivés de roches ignées à des altitudes supérieures à 650 mètres, alors que les autres sous-espèces ne se trouvent qu'à des altitudes inférieures à 500 mètres et sont généralement associées à des sols peu fertiles dérivés de roches sédimentaires.